# NGC 7322
NGC 7322 = NGC 7334 ist eine linsenförmige Galaxie vom Hubble-Typ S0-a im Sternbild Kranich. Sie ist schätzungsweise 517 Millionen Lichtjahre von der Milchstraße entfernt.
Das Objekt wurde am 30. August 1834 vom britischen Astronomen John Herschel entdeckt.